# Letaj
Letaj is een plaats in de gemeente Kršan in de Kroatische provincie Istrië. De plaats telt 52 inwoners (2001).